# Negroamaro

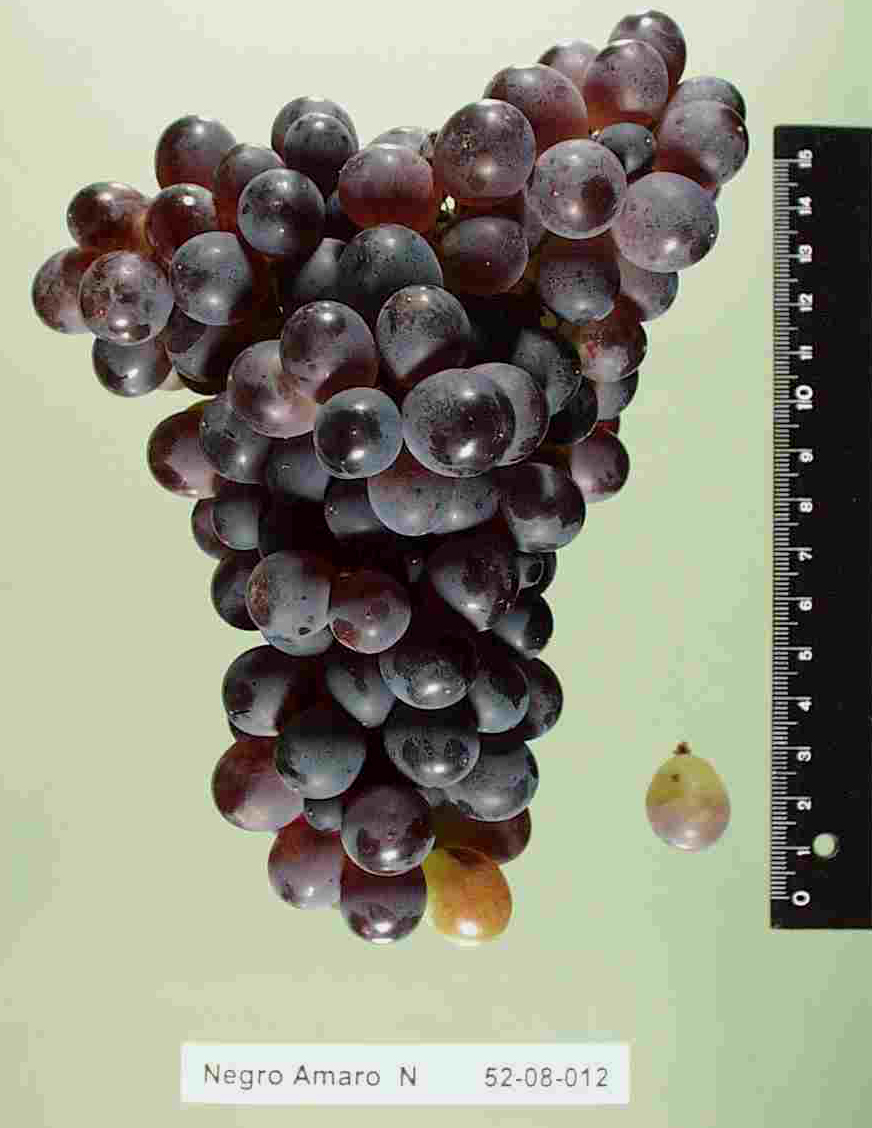
Racimo de uvas de la variedad negroamaro

La negroamaro (o negro amaro) es una variedad de uva de vino tinto originaria del sur de Italia. Crece casi exclusivamente en Apulia y, sobre todo, en Salento, la península que se considera el "tacón" de Italia. La uva puede producir vinos de un color muy oscuro. Los vinos hechos de negroamaro tienden a tener un carácter muy rústico, y sus aromas se combinan con notas a tierra. La uva produce algunos de los mejores vinos tintos de Apulia, sobre todo cuando se mezcla con la aromática malvasía nera, en el caso del vino de Salice Salentino.

## Historia
Aunque amaro significa amargo en italiano, se cree que la palabra "negroamaro" deriva de la palabra latina negro y la palabra griega maru. Maru comparte raíz con merum, que era como se llamaba a un vino traído a Apulia por los colonizadores de Iliria antes de que llegasen los griegos en el siglo VII a. C. Horacio y otros escritores romanos mencionan la "mera tarantina" de Taranto, y Plinio el Viejo describe a Manduria como viticulosa (llena de viñedos). Pero tras la caída del Imperio Romano la vinicultura fue en declive hasta que solo se mantuvo viva en la zona en los monasterios; benedictinos en Murgia y ortodoxos griegos en Salento. La negroamaro podría haber sido la uva usada para el vino merum o podría haber sido llevada por comerciantes de Asia Menor hace unos 8000 años.
Recientemente se ha identificado a la negroamaro precoce como un clon distinto.
El análisis del RAPD sugiere que está un poco relacionada con la verdicchio (o verdeca) y con la sangiovese.

## Viticultura
La vid es vigorosa y de altos rendimientos. Tiene preferencia por terruños calcáreos, aunque se adapta bien a otros. Se adapta bien a los cálidos veranos de Puglia y tiene buena resistencia a la sequía. Las uvas, agrupadas en racimos de unos 300 o 350 gramos, tienen forma ovalada, son de tamaño medio-grande, tienen pieles gruesas y son de color violeta oscuro. Madura temporalmente de forma media (a finales de septiembre o principios de octubre). El mayor productor de América de negromaro es el viñedo Chiarito, en Ukiah, condado de Mendocino, California.

## Vinos
La negro amaro es usada exclusivamente para la vinificación. Aunque se producen vinos varietales, la negroamaro es usada generalmente como uva de mezcla con variedades como la malvasía nera, la sangiovese o la montepulciano. Se producen vinos tintos o rosados normales, aunque también hay versiones de vinos tintos y rosados espumosos.